# Liste der Bodendenkmäler in Mitterteich
Auf dieser Seite sind die Bodendenkmäler in der Oberpfälzer Stadt Mitterteich zusammengestellt. Diese Tabelle ist eine Teilliste der Liste der Bodendenkmäler in Bayern. Grundlage ist die Bayerische Denkmalliste, die auf Basis des Bayerischen Denkmalschutzgesetzes vom 1. Oktober 1973 erstmals erstellt wurde und seither durch das Bayerische Landesamt für Denkmalpflege geführt wird. Die folgenden Angaben ersetzen nicht die rechtsverbindliche Auskunft der Denkmalschutzbehörde.

## Bodendenkmäler der Gemeinde

### Bodendenkmäler in der Gemarkung Großensterz
| Lage                   | Objekt                         | Akten-Nr.     | Bild |
| ---------------------- | ------------------------------ | ------------- | ---- |
| Großensterz (Standort) | Mesolithische Freilandstation. | D-3-6039-0041 |      |
| Großensterz (Standort) | Mesolithische Freilandstation. | D-3-6039-0043 |      |

### Bodendenkmäler in der Gemarkung Mitterteich
| Lage                                           | Objekt | Akten-Nr.     | Bild           |
| ---------------------------------------------- | --- | ------------- | -------------- |
| Mitterteich (Standort)                         | Spätpaläolithische und mesolithische Freilandstation. | D-3-6039-0012 |                |
| Mitterteich Kirchplatz 1 (Standort)            | Archäologische Befunde im Bereich der Katholischen Pfarrkirche St. Jakobus Major in Mitterteich, darunter die Spuren von Vorgängerbauten bzw. älterer Bauphasen und der abgegangene historische Ortsfriedhof. Siehe auch: St. Jakob (Mitterteich) | D-3-6039-0067 | weitere Bilder |
| Mitterteich Waldsassener Straße 18a (Standort) | Archäologische Befunde der frühen Neuzeit im Bereich der Katholischen Friedhofskapelle Mariä Hilf in Mitterteich, darunter die Spuren von Vorgängerbauten bzw. älterer Bauphasen.                                                                 | D-3-6039-0097 | weitere Bilder |

### Bodendenkmäler in der Gemarkung Pechbrunn
| Lage                 | Objekt                         | Akten-Nr.     | Bild |
| -------------------- | ------------------------------ | ------------- | ---- |
| Pechbrunn (Standort) | Mesolithische Freilandstation. | D-3-6039-0037 |      |
| Pechbrunn (Standort) | Vorgeschichtliche Siedlung.    | D-3-6039-0054 |      |

### Bodendenkmäler in der Gemarkung Schönhaid
| Lage                 | Objekt                                             | Akten-Nr.     | Bild |
| -------------------- | -------------------------------------------------- | ------------- | ---- |
| Schönhaid (Standort) | Spätmittelalterlicher Handwerksplatz mit Pechofen. | D-3-6039-0083 |      |